# Federigo Enriques
Federigo Enriques (sinh ngày 5 tháng 1 năm 1871 - mất ngày 14 tháng 6 năm 1946) là một nhà toán học người Ý, nổi tiếng là người đầu tiên đưa ra một phân loại mặt đại số trong hình học song hữu tỉ, cùng với những đóng góp khác về lĩnh vực hình học đại số.

## Tiểu sử
Enriques được sinh ra ở Livorno, và lớn lên ở Pisa, trong một gia đình người Do Thái gốc Do Thái Sephardi. Ông trở thành sinh viên của Guido Castelnuovo, và trở thành thành viên quan trọng của Trường hình học đại số của Ý. Ông cũng nghiên cứu về lĩnh vực hình học vi phân. Ông cộng tác với Castelnuovo, Corrado Segre và Francesco Severi. Ông giữ nhiều chức vụ của Đại học Bologna, và sau đó là Đại học Roma La Sapienza. Ông mất chức vụ của mình vào năm 1938, khi chính phủ Phát-xít ban hành "leggi razziali" (luật chủng tộc), trong đó đặc biệt cấm người Do Thái giữ chức giáo sư tại các trường đại học.
Phân loại Enriques,của các Bề mặt đại số phức tạp lên đến tương đương nhị phân, được chia thành năm lớp chính, và là nền tảng để tiếp tục làm việc cho đến khi  Kunihiko Kodaira xem xét lại vấn đề này vào những năm 1950. Lớp lớn nhất, theo một nghĩa nào đó, là các bề mặt của kiểu chung: những dạng mà việc xem xét các dạng vi phân cung cấp các hệ thống tuyến tính đủ lớn để làm cho tất cả các hình có thể nhìn thấy được. Nghiên cứu của trường Ý đã cung cấp đủ thông tin chi tiết để nhận ra các lớp học song hữu tỷ. Mặt hữu tỷ và các mặt phẳng xiên được xử lý rộng rãi hơn (chúng bao gồm các mặt bậc hai và bề mặt khối trong khoảng dự kiến 3 khoảng) có hình dạng đơn giản nhất. Mặt bậc hai trong 3 khoảng giờ được phân loại (khi ma trận khả nghịch) như trường hợp của Bề mặt K3; cách tiếp cận cổ điển là nhìn vào các Bề mặt Kummer, trong đó có 16 điểm.  Bề mặt Abelian tạo ra các bề mặt Kummer dưới dạng số thương. Vẫn có lớp bề mặt elip, là các sợi bó trên một đường cong với đường cong elliptic như chất xơ, dạng số hữu tỷ (vì vậy có một gói nhỏ ở trên thực tế trên một đường cong ít hơn một số điểm). Câu hỏi phân loại là để cho thấy rằng bất kỳ bề mặt nào, nằm trong không gian xạ ảnh của bất kỳ chiều nào, đều theo nghĩa nhị phân (sau khi phóng to và thu nhỏ một số đường cong) được tính toán bởi các mô hình đã được đề cập.
Không nhiều hơn các nghiên cứu khác trong trường học của Ý sẽ chứng minh bởi Enriques bây giờ được tính là đầy đủ và nghiêm ngặt. Không đủ thông tin về một số vấn đề kỹ thuật: trắc địa đã được thực hiện bởi một hỗn hợp của phỏng đoán lấy cảm hứng và gần gũi với các ví dụ. Oscar Zariski bắt đầu nghiên cứu trong những năm 1930 lý thuyết tinh tế hơn về ánh xạ lưỡng tính, kết hợp các phương pháp đại số giao hoán. Ông cũng bắt đầu nghiên cứu câu hỏi về phân loại đặc trưng, nơi hiện tượng mới nảy sinh. Các trường học của Kunihiko Kodaira và Igor Shafarevich đã đưa tác phẩm của Enriques lên một nền tảng âm thanh vào khoảng năm 1960.

## Công trình
- Enriques F. Lezioni di geometria descrittiva. Bologna, 1920.
- Enriques F. Lezioni di geometria proiettiva. Italian ed. 1898 and German ed. 1903.
- Enriques F. & Chisini, O. Lezioni sulla teoria geometrica delle equazioni e delle funzioni algebriche. Bologna, 1915-1934. Volume 1, Volume 2,[1] Vol. 3, 1924; Vol. 4, 1934.
- Severi F. Lezioni di geometria algebrica: geometria sopra una curva, superficie di Riemann-integrali abeliani.  Italian ed. 1908 and
- Enriques F. Problems of Science (trans. Problemi di Scienza). Chicago, 1914.[2]
- Enriques F. Zur Geschichte der Logik. Leipzig, 1927.[3]
- Castelnouvo G., Enriques F. Die algebraischen Flaechen// Encyklopädie der mathematischen Wissenschaften, III C 6
- Enriques F. Le superficie algebriche[liên kết hỏng]. Bologna, 1949 (scanned/djvu)

### Bài viết
Trên Scientia.
- (tiếng Ý) Eredità ed evoluzione
- (tiếng Ý) I numeri e l'infinito
- (tiếng Ý) Il pragmatismo
- (tiếng Ý) Il principio di ragion sufficiente nel pensiero greco
- (tiếng Ý) Il problema della realtà
- (tiếng Ý) Il significato della critica dei principii nello sviluppo delle matematiche
- (tiếng Ý) Importanza della storia del pensiero scientifico nella cultura nazionale
- (tiếng Pháp) L'infini dans la pensee des grecs
- (tiếng Ý) L'infinito nella storia del pensiero
- (tiếng Pháp) L'oeuvre mathematique de Klein
- (tiếng Pháp) La connaissance historique et la connaissance scientifique dans la critique de Enrico De Michelis
- (tiếng Ý) La filosofia positiva e la classificazione delle scienze
- (tiếng Ý) I motivi della filosofia di Eugenio Rignano